# 2021年クンドゥーズモスク自爆テロ事件
2021年クンドゥーズモスク自爆テロ事件とは、2021年10月8日、アフガニスタン・クンドゥズ市にあるシーア派のモスク「Gozar-e-Sayed Abad」で発生したイスラム国ホラサン州による自爆テロ事件である。この爆発で50人以上が死亡し、さらに100人が負傷したが、国連アフガニスタン支援ミッションはこの事件による死傷者は100人以上と推定している。

## 背景
2015年以来、ISILの関連組織であるISILホラサン州がアフガニスタンで攻撃を行っている。ターリバーンが2021年8月にアフガニスタンを支配して以降もホラサン州は攻撃を続け、2021年8月下旬にはカーブル国際空港で自爆テロ事件を起こし、169人のアフガニスタン人と13人の米兵が死亡した。

## 爆発
毎週金曜日の正午にモスク「Gozar-e-Sayed Abad」で行われていた礼拝中に爆発が起きた。目撃者によると、爆発時は礼拝中であり、現場から避難する際に多くの遺体や床の血痕に気付いたという。遺体や負傷者は近くの病院に運ばれ、病院の入口では取り乱した家族が待っていた。自爆テロ後、モスクの建物内に煙が充満し、街中にも上がっていた。ソーシャルメディアに投稿された現場の写真や動画には、モスクの床や壁に飛び散った血痕や犠牲者の遺体も映っていた。

## 死傷者
国連アフガニスタン支援ミッションによる初期評価では、100人以上が死亡した可能性があると推定している。地元のクンドゥーズ州立病院は、死者35人、負傷者50人以上と報告し、国境なき医師団からは20人の死者が報告された。タリバーン当局者によると、被害者は100人で、ほとんどが死亡したという。メディアに伝えられた公式の死者数は50人で、負傷者は143人であった。地元の保健当局は、死者数が80人に達する可能性を懸念していた。

## 実行犯
ISILホラサン州（ISKP）はこの事件の犯行声明を出し、テレグラムチャネルを介して、金曜日の礼拝中に自爆テロ犯が混雑したモスク内で爆弾ベストを起爆したことを認めた。ISKPによると、自爆テロ犯はウイグル人であり、ウイグル人を追放して中国をなだめることを望んでいるとされるシーア派とターリバーンの両方を標的にしていたという。中国西部とアフガニスタン東部のウイグル人イスラム教徒の武装勢力の大半は、東トルキスタンイスラム運動に所属していると考えられている。

## 反応
国連はこの攻撃を非難し、礼拝所を狙った一連の攻撃の一部であると述べた。事件の数日前にはモスク「Id Gah」への攻撃で5人が死亡していた。
クンドゥーズにおけるターリバーンの治安責任者は、シーア派の安全を確保することを約束し、このような攻撃は「二度と起こらない」との声明を発表した。クンドゥーズの副警察署長によると、この自爆テロ事件の調査が行われているという。
米国務省のネッド・プライス報道官は、バイデン政権は攻撃を非難すると表明し、「アフガニスタンの人々はテロのない未来を享受するべきだ」と付け加えた。
日本の外務省の報道官はこのテロ事件を最も強い言葉で非難し、犠牲者の冥福や負傷者の早期回復を祈る談話を発表した。
2021年10月15日、ホラサン州の戦闘員2人がカンダハールのシーア派のモスクで自爆し、47人が死亡、70人が負傷した。